# Аугусто Блекер Міллер
Мануель Аугусто Блеккер Міллер (18 жовтня 1945, Ліма) — перуанський інженер, економіст та бізнесмен. Він був міністром закордонних відносин під час першого уряду Альберто Фухіморі.

## Життєпис
Син Аугусто Блекдера Муррієти та Люсі Міллер Айральді. Навчався в Національному інженерному університеті (1962—1966), інженер-промисловець. У 1969 році виїхав до США.
З 1971 по 1974 рік він очолював техніко-економічне обгрунтування Корпорації з фінансування розвитку (COFIDE). У 1977 році керівник сфери планування корпорації Chrysler. Він був віце-міністром економіки при уряді генерала Франциско Моралеса Бермудеса та президентом латино-американського банку Wells Fargo.
На початку 1980-х був головою правління Banco de la Nación та Banco Latino. З 1985 року він був президентом консорціуму «Ла Монеда», а з 1990 року зовнішнім консультантом Міжнародного банку розвитку. У 1990 році він був радником прем'єр-міністра та міністра економіки Хуана Карлоса Хуртадо Міллера, а також президентом групи переговорів із зовнішнього боргу.
6 листопада 1991 року призначений міністром закордонних справ Перу. Його завданням було відновити зовнішню політику Перу та спробувати вирішити майбутні проблеми із сусідніми країнами, особливо з Чилі та Еквадором. Він хотів втілити підприємницький стиль у поведінці міністерства. Але наступного року відбулося банкрутство конституційного ладу, коли президент Фухіморі закрив Конгрес під час так званого самоврядування 5 квітня 1992 р., який підтримав Блеккер Міллер.
Під час зустрічі міністрів закордонних справ Америки, яка відбулася у Вашингтоні, штаб-квартирі Організації американських держав (ОАС), Блеккер Міллер доклав зусиль, щоб виправдати «самопереворот» Альберто Фухіморі. через «обструктивістське» ставлення Конгресу, яке погрожувало привести Перу до стану «некерованості». Він попросив «розуміння» та час повернутися до нормального стану. Отже, було прийнято резолюцію, в якій перуанський уряд повинен був вести діалог з демократичною опозицією та знайти шлях до повернення до демократії. Щоб уникнути міжнародних санкцій, уряд Фухіморі вирішив того ж року скликати Демократичний установчий конгрес (CCD).
Незабаром після тієї знаменитої зустрічі у Вашингтоні Блеккер Міллер покинув канцелярію і його замінив Оскар де ла Пуенте Райгада, який став головою Ради Міністрів з 24 квітня 1992 р.

## Кримінальне переслідування
Після падіння Фухіморі 15 листопада 2002 року він покинув Перу та переїхав до Маямі, США. Перуанське правосуддя включило його до списку десяти колишніх міністрів Альберто Фухіморі, притягнутих до кримінальної відповідальності за підтримку перевороту 1992 року. Виписано наказ про його арешт в національному та міжнародному масштабах. 26 листопада 2007 року Спеціальна кримінальна палата Верховного суду Перу винесла вироки від 4 до 10 років тюремного ув'язнення проти 10 колишніх міністрів Фухіморі, але прочитання вироку було зарезервовано для Віктора Мальки Віллануевої та Аугусто Блекдера Міллера.
11 листопада 2009 року його затримали міжнародні агенти Управління з питань імміграції та митного контролю у штаті Флорида, США. Почали проводитись регулярні процедури, щоб його можна було доставити до Перу та передати до судових органів.
В Албанії Блеккер Міллер створив компанію Apollonia Investments, спрямовану на переробку відходів, з основним капіталом у розмірі 13 мільйонів доларів та вісімдесят відсотків акцій.
У січні 2013 року він був заарештований Інтерполом у місті Тирана, Албанія, але наступного дня його звільнили.